# Bhavishia-purana
El Bhavishia-purana (en sánscrito ‘historias del futuro’) es uno de los 18 textos hinduistas llamados Puranas (‘lo antiguo, la historia’).
Los creyentes hinduistas creen que (como todas las escrituras védicas) fue escrito por el sabio Viasa y creen que contiene profecías, contiene ritos religiosos (ceremonias de fuego, adoración de ídolos, etc.).

## Datación y textos
La datación de este texto es problemática.
En registros de otorgamientos de tierras del siglo V a. C. se citan versos que solo aparecen en el Padma, Bhavishia y Brahma puranás.
Sobre la base de esto, en 1912, el indólogo F. E. Pargiter (1852-1927) asignó estos Puranás en particular a un periodo incluso anterior.
En cambio Moriz Winternitz considera más probable que estos versos, tanto en las inscripciones como en los Puranás, son meras citas de algunos Dharmashastras más antiguos, y por lo tanto no sirven para datar cronológicamente el Bhavishia puraná.

## Cuatro partes

### 1: Brāhma parva
La parte más grande de la obra se refiere a festividades y ceremonias brahmánicas, los deberes de las cuatro castas, algunos relatos de mitos de serpientes y otros temas.
También relata los deberes de las mujeres, los buenos y malos signos corporales de las personas, y los métodos para adorar a Brahmá (el dios de cuatro cabezas), Ganesha (el dios elefante), Skandá (el dios de la guerra) y las serpientes.
Una sección considerable trata acerca de la adoración del dios Sol en un país llamado Shaka Duip (que podría referirse a Escitia).
El Bhavishia puraná tiene 22 capítulos:
1. Descripción del Bhrama parva (el capítulo acerca de la ocasión en que Krishná confundió [bhrama] al dios Brahmá)
2. Descripción de la creación, y de cómo los Puranás surgieron de la quinta boca de Brahmá.
3. Los distintos ritos que deben realizar los nacidos dos veces (los bráhmanas, chatrías y vaishias).
4. Significado del mantra om, y las glorias del mantra Gáiatri. Calificaciones de un bráhmana y los deberes de un brahmachari (estudiante célibe).
5. Las características auspiciosas e inauspiciosas de una mujer.
6. Más características de la mujer. Importancia del matrimonio.
7. Ocho tipos de casamiento. Características de los hijos de cada tipo de matrimonio.
8. Métodos para examinar la naturaleza buena y mala de la mujer. Maneras de tratar con ambas.
9. Deberes de la mujer.
10. Descripción de la mala conducta de una mujer.
11. Deberes domésticos de la mujer.
12. Más deberes de la mujer.
13. Conducta de una mujer cuyo esposo está lejos del hogar. Conducta de las coesposas entre ellas.
14. Consejos a una esposa abandonada y conducta de una esposa que complace a su marido.
15. El voto sagrado del pratipada.
16. La adoración a Brahmā, o Pratipada.
17. Más actividades que se deben realizar durante el pratipada.
18. Discusión del pushpa dwitíia, donde se narra la historia de Chiavana Muni.
19. Las glorias del día conocido como asunia-saiana-dwitiia.
20. Las glorias de observar el voto de tritiia.
21. Las glorias de observar el voto de chaturthi, donde se narra la historia de Vinaiaka, Kartikeia, Brahmá y Shivá.
22. Descripción de los sueños de un hombre bajo la influencia de Vinaiaka.

### 2: Madhiyama parva
De las cuatro partes del texto que existen actualmente, el «Madhyama parva» (capítulo medio), no se menciona en ningún texto antiguo como componente del Bhavishia puraná,
Según Rayendra Hazra es un apéndice tardío (que habría sido agregado ulteriormente) que abunda en elementos tántricos.

### 3: Pratisarga parva
En el índice del Bhaviṣia (1, 1, 2 y 3), se menciona un «Pratisarga parva», pero no se explica su contenido.

### «Profecías»
A fines del siglo XIX o principios del XX (mientras los indios estaban ocupados por el imperio británico), los nacionalistas indios empezaron a fraguar «citas» de este texto (aunque sin nunca mostrar la fuente), y afirmaban que en el Bhavishia aparecían toda clase de «profecías» pronunciadas por el propio dios Brahmā.
Según Rajendra Chandra HAZRA (en «The Purāṇas», que se encuentra en Radhakrishnan (1962), volumen 2, pág. 263), se habría encontrado el texto del perdido «Pratisarga-parva», que provendría del Bhavishia puraná (adhyaya 3, śloka 5 a 27), donde aparecerían las siguientes «profecías»:
Esa tercera parte reaparecida del Bhavishia contiene historias acerca de Tamerlán, Nadir Shah, Akbar (emperador de Delhi), Yaiachandra, y muchos otros. Incluso conoce acerca de la invasión británica en India, y nombra a Calcutá y al Parlamento.
A. K. Ramanujan menciona que ha encontrado referencias a Cristo, Moisés y la reina Victoria en el «apropiadamente actualizado Bhaviṣya purāṇa» y justifica estas actualizaciones históricas: «Los Purāṇás —a pesar de que cada tanto se realizan repetidos esfuerzos por imponerles cánones— son sistemas abiertos».
- el mito judeocristiano de la creación (allí, Adán y Eva se nombran como Adama y Haviavati);
- el mito judeocristiano de Noé;
- el mito judeocristiano de Moisés;
- una mención a un sadhú (santo) llamado Isha (quien sería Jesucristo, que en arameo se habría llamado Ieshú, y en este texto se nombraría en sánscrito como Īśa, ‘el Señor’), acerca de su encuentro con el rey Shalamayi o Shalamoy (majarásh de Cachemira), luego de su crucifixión y huida del país de los mlechas;
- mención a Mahoma (en árabe Mohamed): «El demonio Tripurasura volverá a nacer en la era de Kali Iuga como Mahamad (‘gran locura’) y establecerá una religión destructiva y demoníaca» (BP 3, 3, 5-27). Los musulmanes también habían invadido la India durante la época medieval, por lo que este texto se inventó para «demostrar» que el hinduismo había profetizado al islamismo. En el adhyaya (‘capítulo’) 3, śloka (‘verso’) 5 a 27 se describía a Mahāmada como un mlechha (‘barbar: ‘bla bla’, alguien que no habla sánscrito, o alguien nacido fuera de la India), un mago ilusionista carismático a quien el dios Shivá había dado la bendición de poder confundir a las gentes con su habla. Mahoma se menciona como Mahāmada (‘gran estupidez’ o ‘gran locura’). Evidentemente los autores saben acerca del origen árabe de Mahoma, y lo retratan como un epíteto de Brahmá. Declara que Mahoma volverá a desarrollar la religión de los arios, y destruirá la adoración de ídolos.
- una mención a un lenguaje asura ‘no divino’, demoníaco) que contenía palabras tales como february (que por lo tanto sería el idioma inglés).
- mención a la religión de los mlechas (el cristianismo), que es nombrado como dharma dūṣaka (‘contaminador de la religión’), preceptor del paiśācha dharma (’religión asquerosa’) que arruina la tierra de los árabes.[10] Luego se refiere a otras religiones (la otra religión importante en el siglo XIX era el cristianismo) como mlechas (bárbaras o no arias), quienes llevarán al poderoso enemigo Tripura Asura, a quien Mahamad destruyó, para bendición de la humanidad.
- la historia de la malvada reina Vichiavati, símil de la reina Victoria (1819-1901, quien —como monarca del Imperio británico— terminó la conquista de toda la India a mediados del siglo XIX.
  - El hecho de que no haya más profecías ni se nombre ningún personaje después de la reina Vichiavati —tales como Eduardo VII (quien reinó entre 1901 y 1910), Eduardo VIII (quien reinó entre 1910 y 1936, Jorge VI (quien reinó como emperador de la India entre 1936 y 1947) o el propio hindú Majatma Gandhi (quien ayudó a liberar a la India del yugo británico— permite datar este fraguado Pratisarga Parva a fines del siglo XIX.
- desde ese momento (fines del siglo XIX) las profecías saltan inexplicablemente a una época dentro de 427 000 años (según la tradición de los visnuitas), donde describen detalladamente los acontecimientos futuros previos a la llegada del dios Kalki, al final de la actual era de oscuridad (kali iugá).

### 4: Uttara parva
El Uttaraparvan, aunque adjunto al Bhavishia puraná, generalmente se considera una obra independiente, también conocido como Bhaviṣiottara purāṇa, y como tal está incluido entre los Upapuranás (Puranás menores).
El Bhaviṣiottara puraná es principalmente un manual de rituales religiosos, con pocas leyendas y mitos.
Rajendra Hazra lo caracteriza como una recopilación de materiales perdidos, tomados de varias fuentes, y carece de las cinco partes fundamentales de un puraná, pero ofrece un estudio interesante sobre votos, festivales y donaciones desde el punto de vista religioso y sociológico.